# ミシェル・オークレール
ミシェル・オークレール（Michéle Auclair、1924年11月16日 - 2005年6月10日）は、フランスのパリに生まれたヴァイオリン奏者。その芸風から「女ティボー」と称された。

## 経歴
6歳からヴァイオリンを始め、パリ音楽院に入学、ジュール・ブーシュリに師事し、後にジャック・ティボーの教えも受けたが、ティボーは彼女の才能を愛で、同院を首席で卒業するにあたっての卒業演奏では自ら指揮を買って出たという。
1943年、19歳の時にロン＝ティボー国際コンクールで優勝し（ティボー大賞）、以後フランス国内外で実績を積む一方、ティボーの助言でカメンスキーやパシュカス等に師事し、また一時期メニューインから薫陶を受けたりもした。
1945年、ジュネーヴ国際音楽コンクールで第1位。戦後、1951年にミュンシュに招かれ、渡米して成功を収めたり、1958年の訪ソではチャイコフスキーの協奏曲で絶賛を博すなど、フランス国内外で演奏活動をする一方、ヴェスの指揮によるチャイコフスキーの協奏曲を皮切りに（米レミントン盤）、1950年代後半から60年代前半に掛けて、数こそ少ないものの何枚かの録音も行ったが、左手の故障のた40歳代で早々に現役を引退した。
1969年に交通事故に遭い、それもソリスト引退の原因とされる。引退後は、パリ音楽院等で教鞭を執るなど後進の指導にあたり、日本でも1977年（昭和52年）に桐朋学園に招聘されてマスタークラスを開講している。主な門下にローラン・コルシアやフレデリック・ペラシー等がいる。
パリの自宅で睡眠中に死去。

## 芸風
技巧的には決してひ弱ではないものの、それを前面に押し出すことなく、ヴァイオリンの持つ音の繊細さ、楚々としたしなやかさの中に、得も言われぬ風情と香気を感じさせるものであったといい、フランスの精髄（エスプリ）を体現すると評された師ティボーの芸風にも通じるとされたことから、「女ティボー」と呼ばれたりもした。